# Простяков, Игорь Игнатьевич
Игорь Игнатьевич Простяков (род. 13 февраля 1941 года, г. Краснодар) — советский и российский государственный деятель.

## Образование
В 1965 году окончил вечернее отделение Московского института народного хозяйства. Кандидат экономических наук (1969).

## Биография
Родился в семье военнослужащего, генерала-майора Простякова Игнатия Васильевича. 
- 1957—1958 — ученик слесаря на заводе.
- 1958—1960 — служба в Советской Армии в Москве.
- 1960—1963 — лаборант, инженер-экономист НИИ пластических материалов Министерства химической промышленности, Москва.
- 1963 — инженер-нормировщик, мастер цеха на заводе Министерства электронной промышленности.
- 1963—1965 — инженер, старший инженер НИИ испытаний машин, приборов и средств измерения масс Министерства приборостроения СССР.
- 1966—1971 — старший экономист, эксперт, старший эксперт сводного отдела народнохозяйственных планов Госплана СССР.
- 1971—1978 — заместитель начальника, начальник Сводного отдела перспективного планирования Госплана СССР.
- 1978—1982 — помощник Председателя Совета Министров СССР.
- 1982—1985 — заведующий Отделом совершенствования управления народным хозяйством Управления делами Совмина СССР.
- 1985—1987 — заведующий Экономическим отделом Управделами Совмина СССР.
- 1987—1991 — заместитель председателя, первый заместитель председателя Бюро Совмина СССР по социальному развитию.
- март—ноябрь 1991 — Управляющий Делами Кабинета Министров СССР — Министр СССР[1][2].

## В Российской Федерации
- 1992—1994 — вице-президент «Центра экономического развития и торговли», президент «Страхового продовольственного фонда».

Один из инициаторов проведения XXIX съезда КПСС, с 27 марта 1993 года по 1 июля 1995 года заместитель Председателя Совета СКП-КПСС.
- 1995—1999 — генеральный директор Московской Конфедерации промышленников и предпринимателей.
- 1999—2000 — заместитель Министра Российской Федерации по делам Содружества Независимых Государств.
- 2000—2007 — заместитель Полномочного Представителя Президента в Сибирском федеральном округе[3].

С 2007 года на пенсии.

## Награды
- орден «За заслуги перед Отечеством» IV степени («За большой вклад в проведение экономических реформ и многолетнюю добросовестную работу» — Указ от 15.02.2001 г. № 176[4])
- орден Трудового Красного Знамени
- орден «Знак Почёта»